# Rokonok (film, 2006)
A Rokonok 2006-ban bemutatott magyar játékfilm, amelyet Szabó István rendezett 2005-ben. A film az 1954-ben készült, azonos című Máriássy Félix-film remake-je. Máriássy Szabó tanára volt a budapesti Színház- és Filmművészeti Főiskolán. Mindkét film Móricz Zsigmond azonos című regényéből írt forgatókönyv alapján készült.

## Szereposztás
- Csányi Sándor – Kopjáss
- Eperjes Károly – polgármester
- Tóth Ildikó – Kopjáss neje, Lina
- Marozsán Erika – Szentkálnay Magdaléna
- Oleg Tabakov – miniszter
- Kállai Ferenc – Berci bácsi
- Molnár Piroska – Kati néni
- Madaras József – Kardics

## Cselekmény
A helyszín Zsarátnok kisváros, egy óra vasúton Budapesttől. A korrupt Makróczy ügyészt a helyi polgármester kezdeményezésére Kopjáss István váltja fel, aki még fiatal, nincstelen, eszményekkel teli, és abban reménykedik, hogy sikerül felszámolnia a korrupciót a városban. Ám ahogy hivatalba lép, egyre több állítólagos hozzátartozó jelenik meg, akik anyagi előnyöket, védelmet, szívességeket remélnek tőle. A fiatal ügyész hirtelen befolyásos és hatalmas ember lett. Fokozatosan belevonódik a disznóhizlalda körüli mesterkedésekbe, amely már addig is kétes ügyletekkel és zsarolással hívta fel magára a figyelmet, és azon kapja magát, hogy magas etikai eszményei ellenére vesztegetési ügybe keveredik. Ráadásul összekülönbözött egyik állítólagos rokonával, így veszélyben forog a házassága is. Reformtörekvései végül kudarcot vallanak, és a sertéshizlalda egyesület a megszokott módon működik tovább.

## Díjai és elismerései
- 2006: Tiburon Nemzetközi Filmfesztivál, legjobb rendező
- 2006: Film Fest Gent, Grand Prix (jelölés)
- 2006: Moszkvai Arany Szent György Nemzetközi Filmfesztivál (jelölés)

## Gyártás és kiadás
A Rokonok Szabó első olyan filmje 1992 óta, amit szinte teljes egészében magyar stábbal és magyar nyelven forgatott. A film producere Rózsa János, Szabó Budapesti Színház- és Filmakadémiabeli diáktársa, Szabó korai, Te című rövidfilmjének vágója, amely 1963-ban Cannes-i fesztiválon díjat nyert. A keretösszeg 1,5 millió euró körül alakult, ezen belül a Magyar Mozgókép Alapítvány alapjából 1,1 millió eurós támogatást kapott. 
Szabó mellett Vészits Andrea (* 1956) magyar író és dramaturg is részt vett a forgatókönyvírásban, aki 1992-től 2012-ig dolgozott Szabó különböző forgatókönyvein. Az irodalmi alap Móricz Zsigmond Rokonok című regénye volt 1932-ből.
A Second Unit rendezője a későbbi német filmproducer, David Steinberger (* 1985) volt, akinek ez az első munkája a filmszakmában. 2010-ben Steinberger rendezőasszisztensként dolgozott Az ajtó című filmben Szabóval.
Csákány Zsuzsa vágó számos filmben dolgozott már Szabóval, ez volt a hatodik filmje, a Bizalom (1980) óta, Koltai Lajos operatőrnek pedig azóta a tizenkettedik, egyben utolsó előtti filmje Szabó rendezővel. A filmzenét a Hot Jazz Band 1985 óta működő magyar dzsessz-zenekar játszotta.
A premierre 2006. január 31-én került sor a Magyar Filmszemle idején a Budapest Kongresszusi Központba meghívott vendégek előtt, a magyar mozikba pedig február 6-án került sor. Abban az évben a Tiburon Nemzetközi Filmfesztiválon, valamint több más filmfesztiválon is bemutatták.
Amint arról a Frankfurter Allgemeine Zeitung 37-i jelentésében beszámolt a budapesti Magyar Filmszemle szerint a premier után heves reakciókat váltott ki a Budapest Kongresszusi Központ meghívott közönsége körében, akik a filmet az akkori (2006) magyarországi viszonyokra való utalásként értelmezték. Amikor Szabó megjelent a színpadon, a meghívott közönség jó része demonstratívan elhagyta a termet. A Magyar Nemzet napilap a filmről írt ismertetőjében úgy reagált, ahogy a FAZ írja: „némileg irritálta a korrupcióról és az erkölcsi hanyatlásról szóló cselekmény egy magyar vidéki városban a harmincas években, amelyet Szabó a mai viszonyokhoz és a feltételeit a magyar parlamenthez hasonlítja”. 
A Rokonok nagy sikert aratott Magyarországon, mintegy 200 000 nézőt látta. A Magyar Televízió is bemutatta.

## Nézettség
A nézettségi adatok szerint 201 847 jegyet adtak el rá. Egy  kevésbé hiteles alternatív forrás szerint a nézőszám 202 853 volt.

## Fordítás
- Ez a szócikk részben vagy egészben  a   Rokonok című német Wikipédia-szócikk ezen változatának fordításán alapul.  Az eredeti cikk szerkesztőit annak laptörténete sorolja fel. Ez a jelzés csupán a megfogalmazás eredetét és a szerzői jogokat jelzi, nem szolgál a cikkben szereplő információk forrásmegjelöléseként.